# Романюк, Ярослав Михайлович
Ярослав Михайлович Романюк (укр. Ярослав Михайлович Романюк; род. 26 января 1961, село Гаи-Детковецкие, Львовская область) — украинский юрист, Председатель Верховного Суда Украины (17 мая 2013 — 14 декабря 2017). Заслуженный юрист Украины. Кандидат юридических наук. Член СНБО.

## Биография
Трудовую деятельность начал в 1980 году.
После окончания в 1988 году юридического факультета Львовского государственного университета им. И. Франко по специальности «Правоведение» занимал должности помощника прокурора, следователя прокуратуры, старшего помощника прокурора Бугского района Львовской области.
В 1995 году избран судьей Бродовского районного суда Львовской области.
В 2003 году избран судьей Апелляционного суда Львовской области.
8 июля 2005 года избран судьей Верховного Суда Украины бессрочно.
23 декабря 2011 года избран Первым заместителем Председателя Верховного Суда Украины сроком на пять лет.
17 мая 2013 года избран Председателем Верховного Суда Украины сроком на пять лет.
Член СНБО с 9 октября 2014 года.

## Государственные награды
- Заслуженный юрист Украины (12 декабря 2008) — за значительный личный вклад в развитие правового государства, осуществление правосудия, высокий профессионализм в защите конституционных прав и свобод граждан[5]